# Melasina epiclera
Melasina epiclera är en fjärilsart som beskrevs av Edward Meyrick 1907. Melasina epiclera ingår i släktet Melasina och familjen säckspinnare. Inga underarter finns listade i Catalogue of Life.